# Suppedaneum

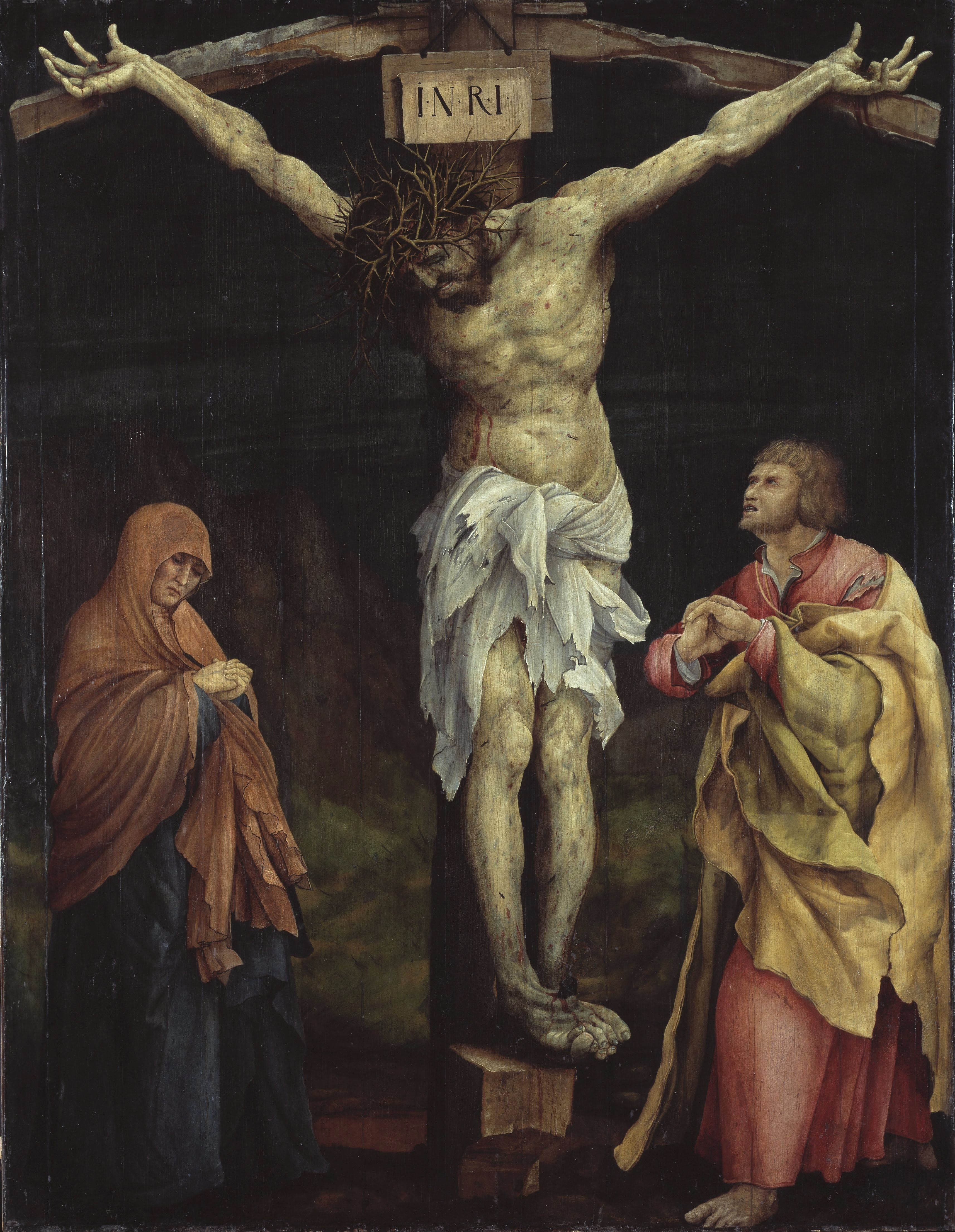
Pieds du Christ cloués dans le suppedaneum, retable de Tauberbischofsheim.

Le suppedaneum (du latin suppedāneus, « sous les pieds ») est la planchette de bois chevillée sur laquelle les crucifiés pouvaient appuyer leurs pieds. Cette cale de bois prolongeait le supplice du crucifiement en permettant au crucifié qui s'asphyxiait d'épuisement de respirer un peu mieux mais les bourreaux pouvaient réduire l'agonie en brisant les jambes du supplicié. L'emploi de ce support servant à soutenir le poids des suppliciés n'est cependant pas attesté et est probablement une invention des auteurs chrétiens  puisqu'il n'apparaît dans l'iconographie religieuse qu'au VIIe siècle,. L'emploi de la sedula qui faisait office de fessier est par contre bien attesté.
Le suppedaneum désigne aussi dans une église catholique la dernière marche de l'autel principal qui doit être traditionnellement élevé de trois marches. Ce marchepied participe au cérémonial liturgique.

## Iconographie chrétienne

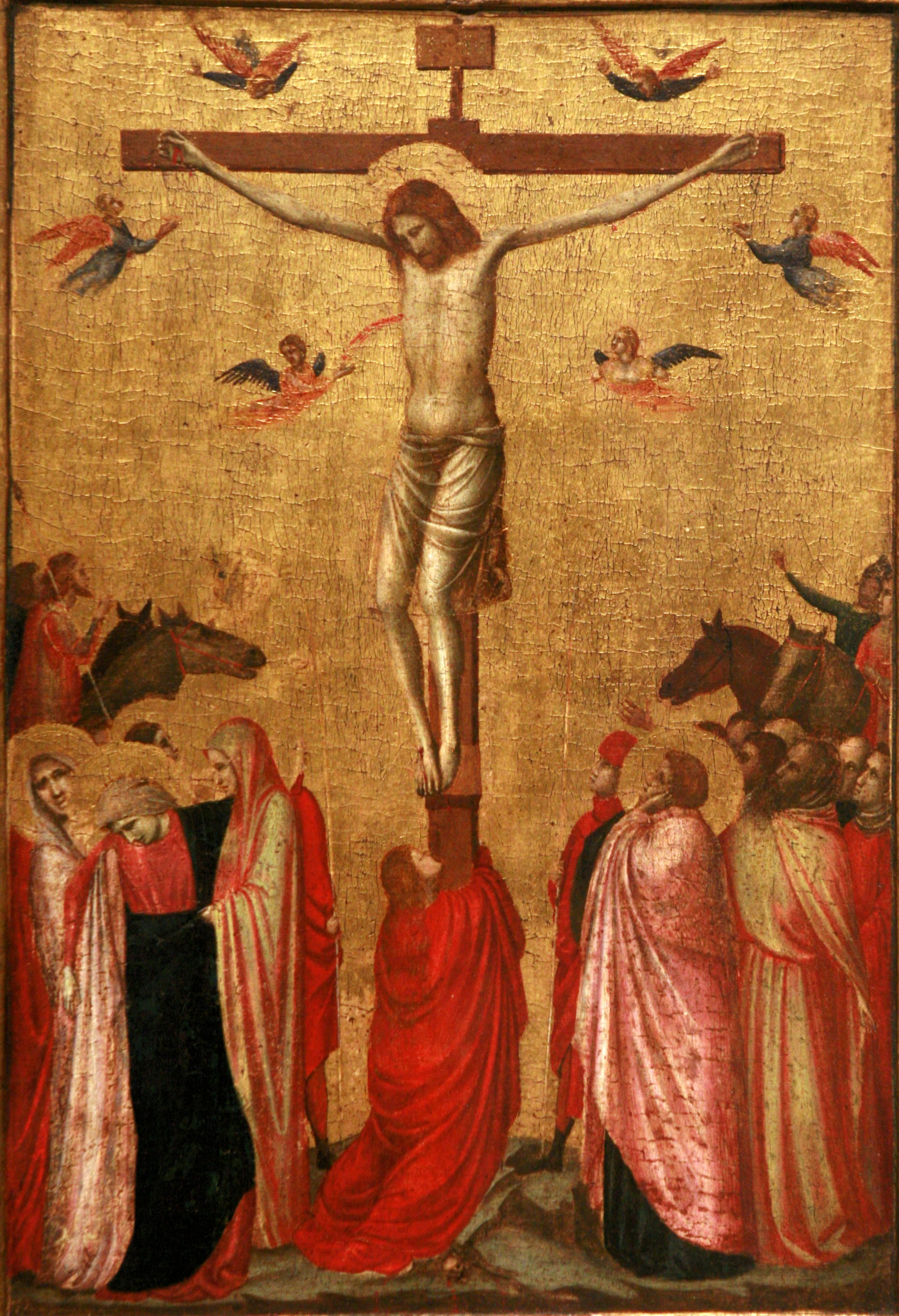
Christ en croix avec trois clous, les deux pieds étant croisés et fixés par un seul clou sur le suppedaneum, Giotto c. 1320-1325.

L'iconographie de Jésus-Christ en croix rappelle parfois l'usage de ce repose-pieds qui est figuré sous la forme d'un piédestal ou d'une planchette plus ou moins large, représentée horizontalement chez les latins, stylisée par une petite traverse dans les icônes byzantines ou inclinée vers la droite du Christ (à savoir le côté des « élus ») dans les icônes russes.
Le thème iconographique du suppedaneum est traditionnellement représenté sur le Christ en croix avec quatre clous (crucifié quadriclave : un clou dans chaque main et un dans chaque pied attaché au suppedaneum) dans les premiers temps de l'église. Les quatre clous commencent à s'effacer progressivement au bénéfice des représentations à trois clous (crucifié triclave (en) : un clou dans chaque main, pieds superposés et attachés par un seul clou sur le stipes) à partir de 1150, cette nouveauté iconographique devenant prédominante au XIVe siècle, cette nouvelle iconographie se traduisant également par la disparition du suppedaneum, par l'accentuation de la cambrure du Christ et l'écoulement du sang.
Cela n'empêche pas lors des siècles suivants des peintres comme Charles Le Brun de figurer le suppedaneum ou les quatre clous dans leurs œuvres. Cette liberté artistique s'inscrit dans le débat qui anime les théologiens sur ce sujet, les récits des évangiles sur la Crucifixion ne mentionnant ni le suppedaneum, ni le nombre de clous. Un des spécialistes de Giotto, Giovanni Previtali, crédite, à tort, l'artiste de l'innovation des trois clous avec le suppedaneum.

## Galerie

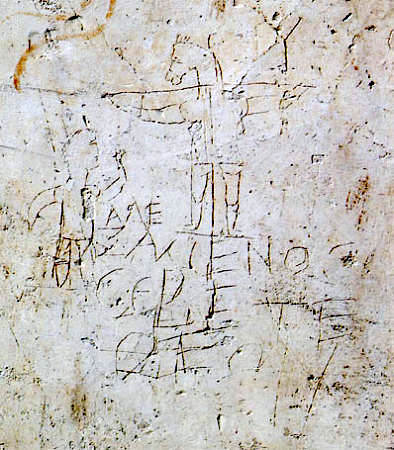
Suppedaneum figuré dans le graffiti d'Alexamenos (représentation de la crucifixion de Jésus entre le Ier siècle et le IIIe siècle) ?
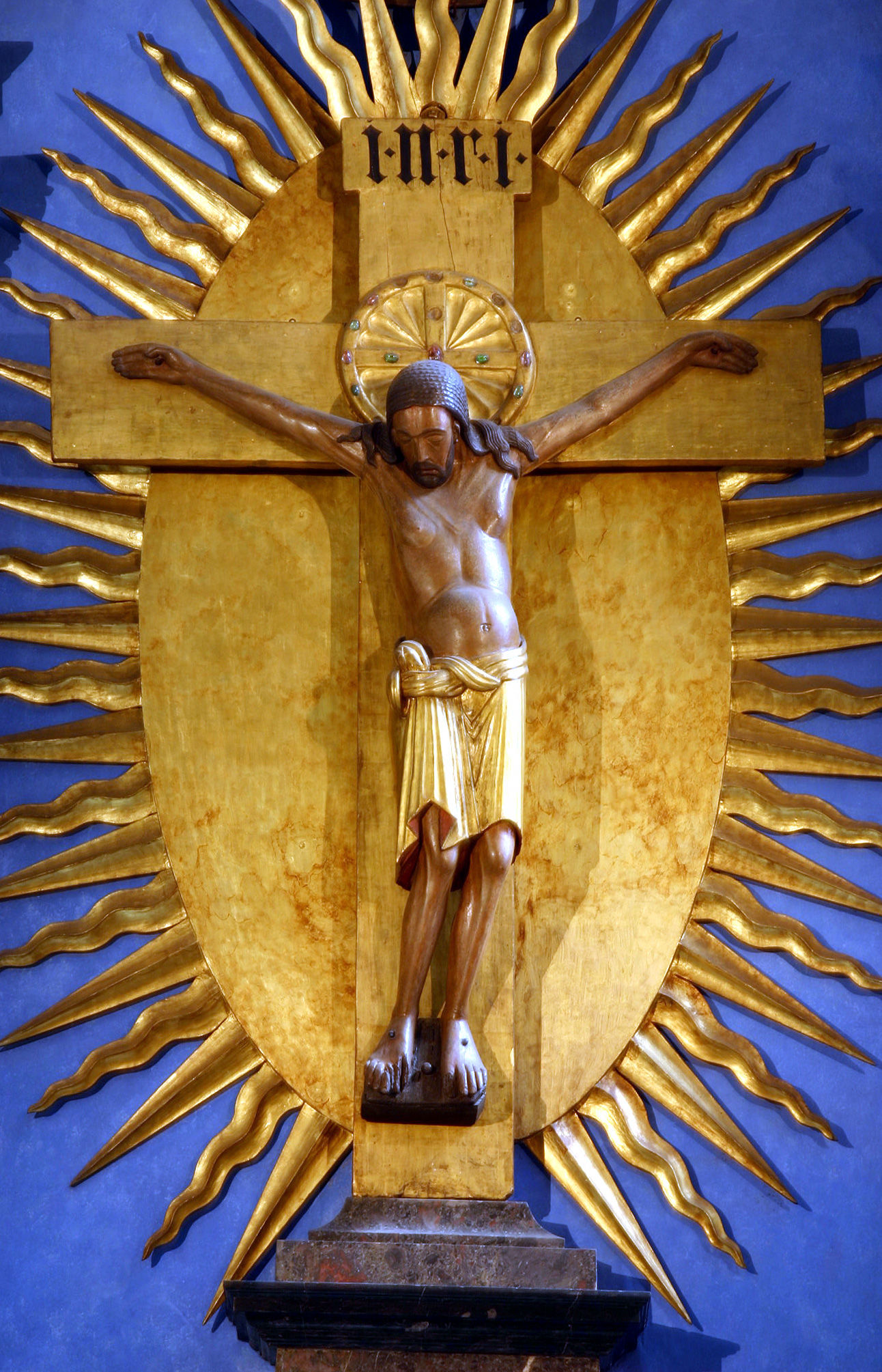
Crucifié quadriclave de la Croix de Gero, fin du Xe siècle
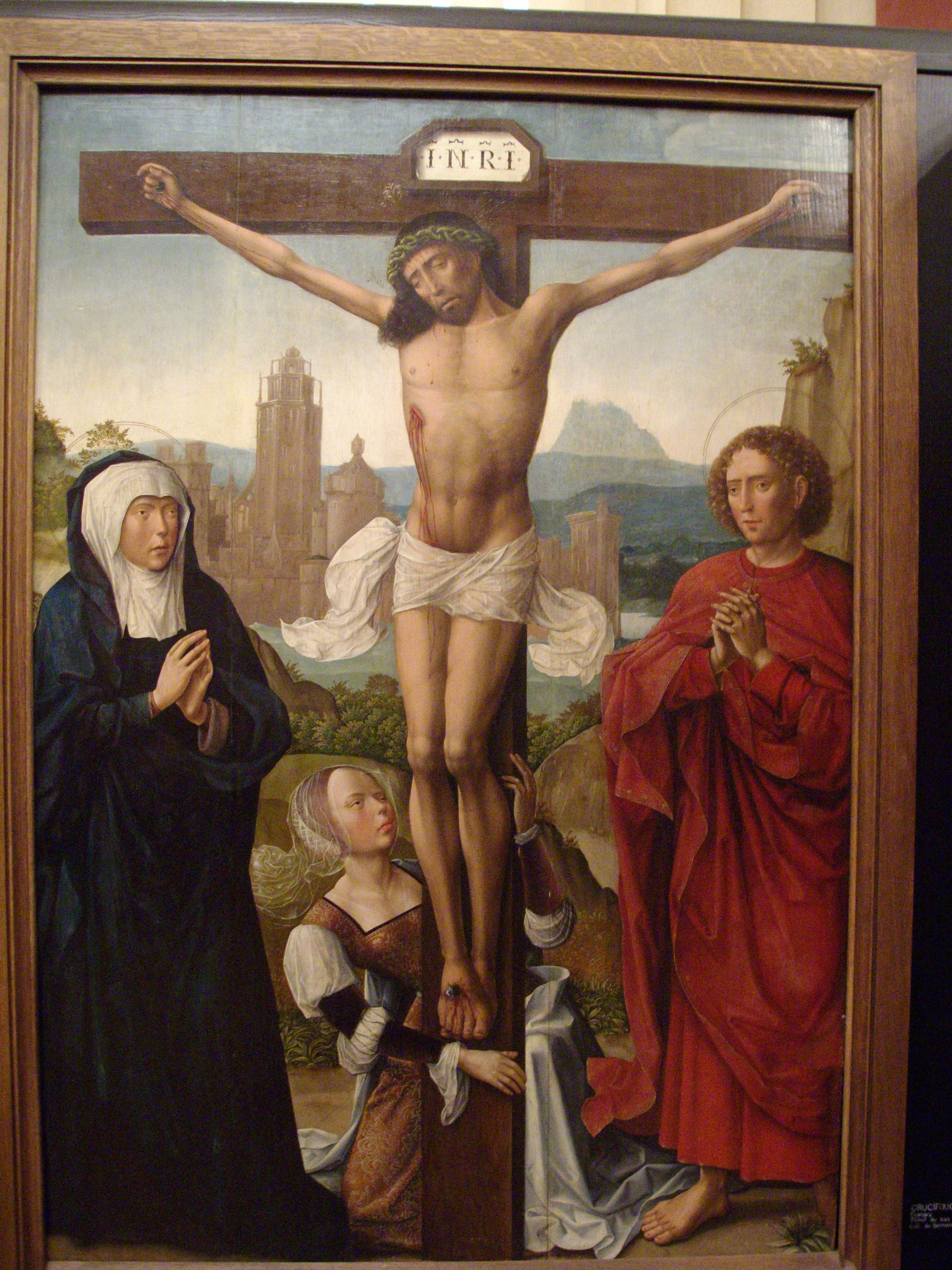
Crucifié triclave, musée de Cluny, XVIe siècle
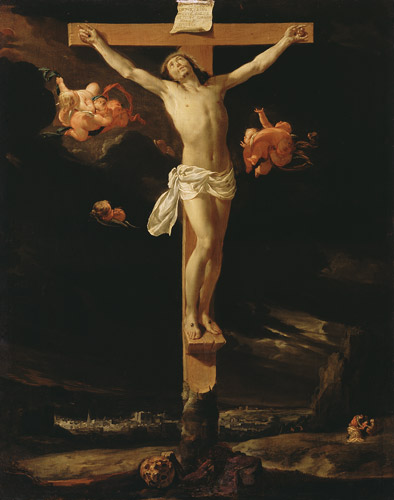
Crucifié quadriclave de Charles Le Brun, 1637